# Dynastini
Dynastini ist eine Tribus innerhalb der Unterfamilie der Riesenkäfer (Dynastinae). Diese Gruppe von Käfern umfasst einige der größten und schwersten Arten, wie den Herkuleskäfer (Dynastes hercules) und den Elefantenkäfer (Megasoma elephas).

## Merkmale
Zu der Tribus Dynastini gehören große bis sehr große Käfer (25–175 Millimeter). Ihr Körper ist mehr oder weniger zylindrisch. Die Farbe ist normalerweise schwarz, kann aber auch gelblich oder rötlich braun sein. Die Käfer weisen einen stark ausgeprägten Geschlechtsdimorphismus auf. Das Männchen ist normalerweise deutlich größer als das Weibchen und hat ein langes Horn am Kopf, oft auch ein bis drei nach vorne gerichtete Hörner auf der Vorderbrust (Pronotum). Die Männchen sind fast immer glatt und glänzend, während die Weibchen oft matt und fein behaart sind. Die Fühler sind kurz und fächerförmig nach außen gerichtet. Die Beine sind recht lang, besonders die vorderen Beine können mit langen, scharfen Krallen verlängert sein. Das vordere Beinpaar (Protibia) hat an der Außenseite des Endstücks (Prätarsus) 2–3 scharfe Zähne.

## Lebensweise
Alle Dynastini leben in Wäldern tropischer oder subtropischer Gebiete. Die Larven entwickeln sich üblicherweise in totem Holz oder Moder und benötigen mehrere Jahre bis zum ausgewachsenen Käfer. Trotz ihres schweren Körpers fliegen diese Arten gut. Sie sind nachts am aktivsten und kommen normalerweise dann zum Vorschein. Sie ernähren sich von verrottenden Früchten oder Pflanzensäften. Die Männchen verwenden ihre Hörner im Kampf um die Weibchen. Dabei wird versucht, das Horn unter den Gegner zu bekommen und ihn auf den Rücken zu kippen. Dies kann erklären, warum viele Arten evolutionsgeschichtlich ausgeprägte große Hörner entwickelt haben.
Diese spektakulären Käfer sind bei Sammlern sehr begehrt und werden auch als exotische „Haustiere“ gehalten. Zumindest einige der Arten sind relativ einfach, aber zeitaufwändig in Gefangenschaft zu züchten.

## Verbreitung
Dynastini sind in tropischen und subtropischen Gebieten auf der ganzen Welt verbreitet, in Europa fehlen sie jedoch fast ganz. In Amerika ist die Gruppe im Norden bis in den Süden der Vereinigten Staaten verbreitet. Die meisten Arten kommen in Indonesien und Mittelamerika vor.

## Systematik
Zur Tribus Dynastini werden etwa 100 Arten in 13 Gattungen gerechnet. Diese werden den folgenden drei Subtriben zugeordnet:
- Chalcosomina Rowland & Miller, 2012
- Dynastina MacLeay, 1819
- Xylotrupina Hope, 1838

|                                                                         | Beckius       |
|                                                                         |               |
|                                                                         | Chalcosoma    |
|                                                                         |               |
|                                                                         | Eupatorus     |
|                                                                         |               |
|                                                                         | Haploscapanes |
|                                                                         |               |
|                                                                         | Pachyoryctes  |
| Vorlage:Klade/Wartung/3 Vorlage:Klade/Wartung/4 Vorlage:Klade/Wartung/5 |               |

|                                                 | Augosoma |
|                                                 |          |
|                                                 | Dynastes |
|                                                 |          |
|                                                 | Golofa   |
|                                                 |          |
|                                                 | Megasoma |
| Vorlage:Klade/Wartung/3 Vorlage:Klade/Wartung/4 |          |

|                                                 | Allomyrina |
|                                                 |            |
|                                                 | Endebius   |
|                                                 |            |
|                                                 | Trypoxylus |
|                                                 |            |
|                                                 | Xylotrupes |
| Vorlage:Klade/Wartung/3 Vorlage:Klade/Wartung/4 |            |

|                                                                         | Beckius       |
|                                                                         |               |
|                                                                         | Chalcosoma    |
|                                                                         |               |
|                                                                         | Eupatorus     |
|                                                                         |               |
|                                                                         | Haploscapanes |
|                                                                         |               |
|                                                                         | Pachyoryctes  |
| Vorlage:Klade/Wartung/3 Vorlage:Klade/Wartung/4 Vorlage:Klade/Wartung/5 |               |

|                                                 | Augosoma |
|                                                 |          |
|                                                 | Dynastes |
|                                                 |          |
|                                                 | Golofa   |
|                                                 |          |
|                                                 | Megasoma |
| Vorlage:Klade/Wartung/3 Vorlage:Klade/Wartung/4 |          |

|                                                 | Allomyrina |
|                                                 |            |
|                                                 | Endebius   |
|                                                 |            |
|                                                 | Trypoxylus |
|                                                 |            |
|                                                 | Xylotrupes |
| Vorlage:Klade/Wartung/3 Vorlage:Klade/Wartung/4 |            |

Die Gattungen in alphabetischer Reihenfolge:
- Allomyrina Arrow, 1911 – 4 Arten, Südostasien
- Augosoma Burmeister, 1841 – 2 Arten, Afrika
- Beckius Dechambre, 1992 – eine Art, Südostasien, wird neuerdings zu Eupatorus gerechnet
- Chalcosoma Hope, 1837
- Dynastes MacLeay, 1819
- Endebius Lansberge, 1880 – 2 Arten, Südostasien, oft zu Xylotrupes gerechnet
- Eupatorus Burmeister, 1847 – 7 Arten, Südostasien
- Golofa Hope, 1837 – mindestens 30 Arten, Süd- und Mittelamerika
- Haploscapanes Arrow, 1908 – 4 Arten, Neuguinea und Australien
- Megasoma Kirby, 1825
- Pachyoryctes Arrow, 1908 – 2 Arten, Südostasien
- Trypoxylus Minck, 1920
- Xylotrupes Hope, 1837 – 20 Arten, Südostasien und Australien

## Arten (Auswahl)
Eine Auswahl an Arten mit deren Verbreitungsgebiet:
- Herkuleskäfer (Dynastes hercules (Lachaume, 1985)) – Mittel- und nördliches Südamerika
- Dynastes hyllus Chevrolat, 1843 – Mexiko
- Dynastes maya Hardy, 2003 – Mexiko
- Dynastes miyashitai Yamaya, 2004 – Mexiko
- Afrikanischer Herkuleskäfer (Augosoma centaurus (Fabricius, 1775)) – West- und Zentralafrika
- Eupatorus sukkiti Miyashita & Arnaud, 1996 – Myanmar
- Golofa gaujoni Lachaume, 1985 – Ecuador
- Golofa globulicornis Dechambre, 1975 – Panama
- Golofa solisi Ratcliffe, 2003 – Costa Rica
- Golofa xiximeca Morón, 1995 – Mexiko
- Elefantenkäfer (Megasoma elephas Bolívar, 1963) – Mexiko bis Venezuela
- Megasoma thersites LeConte, 1861 – Mexiko

## Bilder

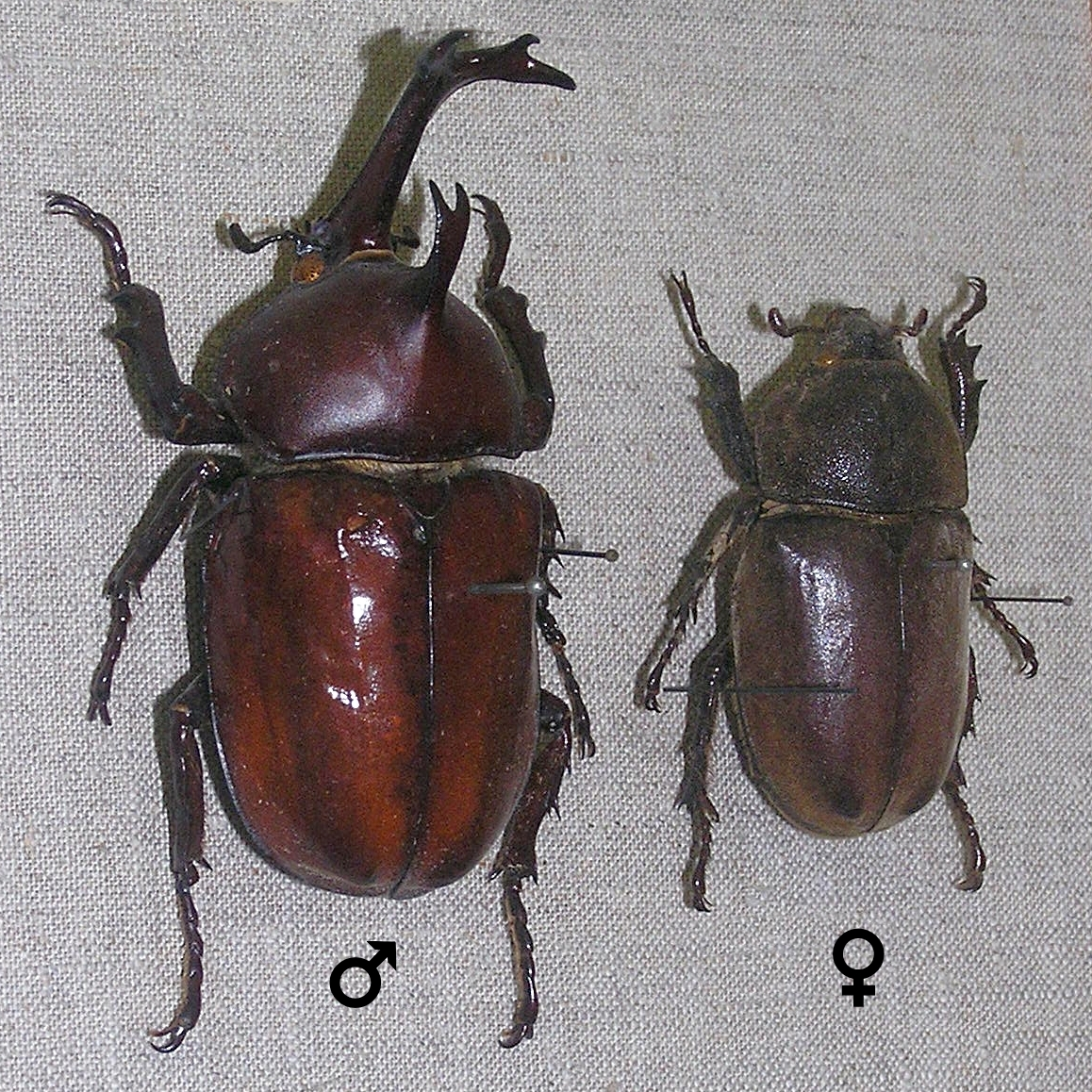
Allomyrina dichotoma
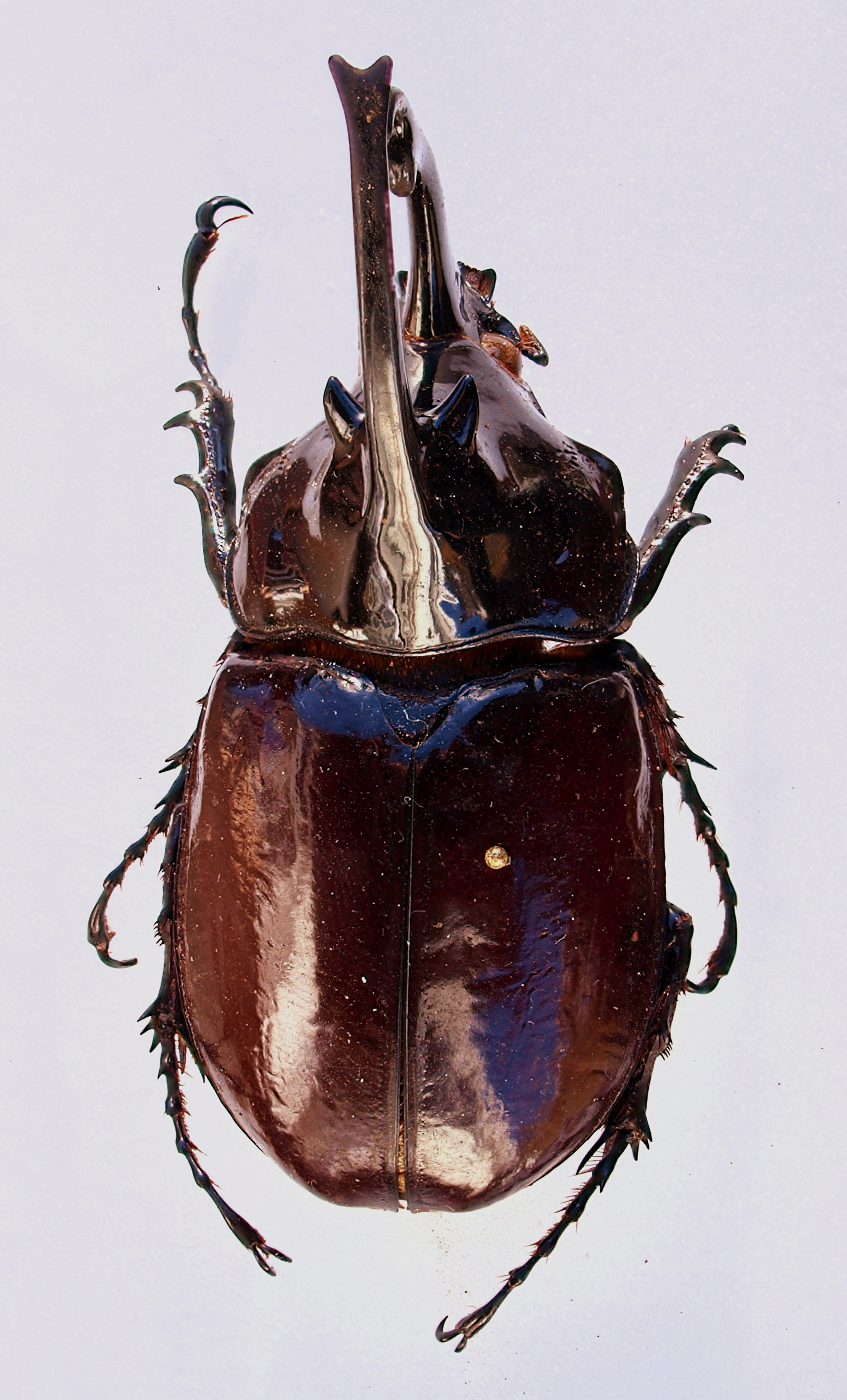
Augosoma centaurus
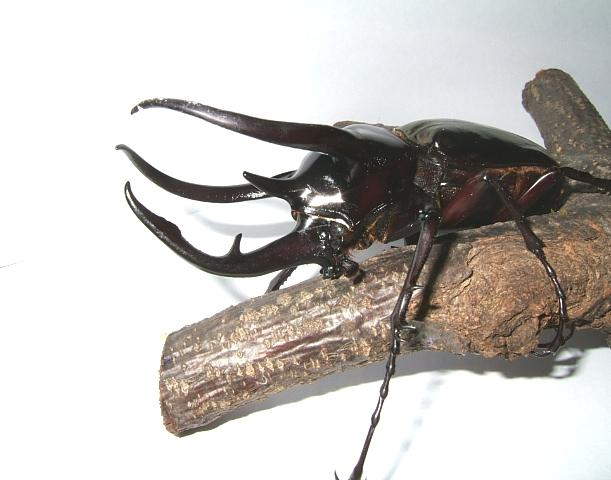
Chalcosoma caucasus
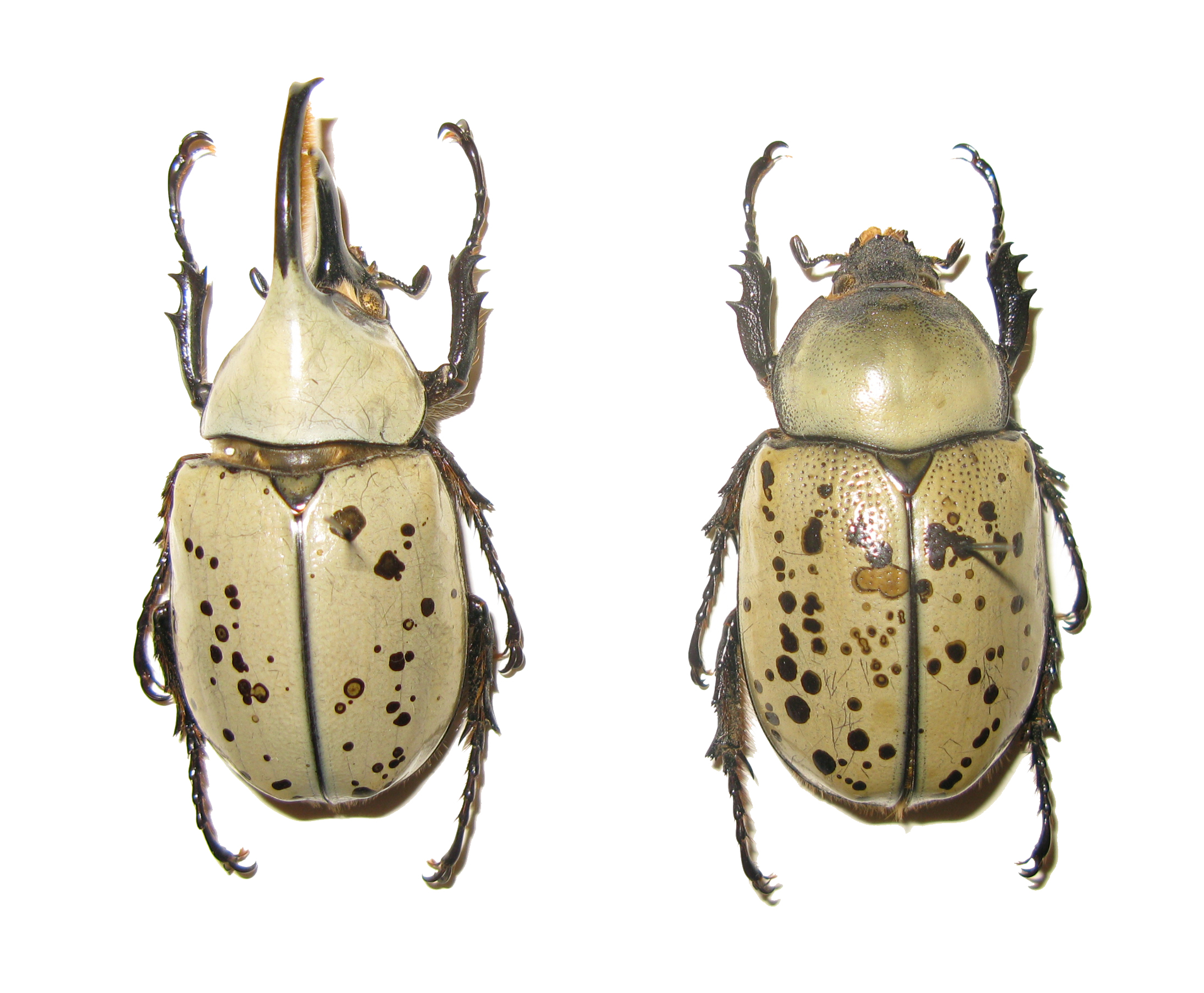
Dynastes granti
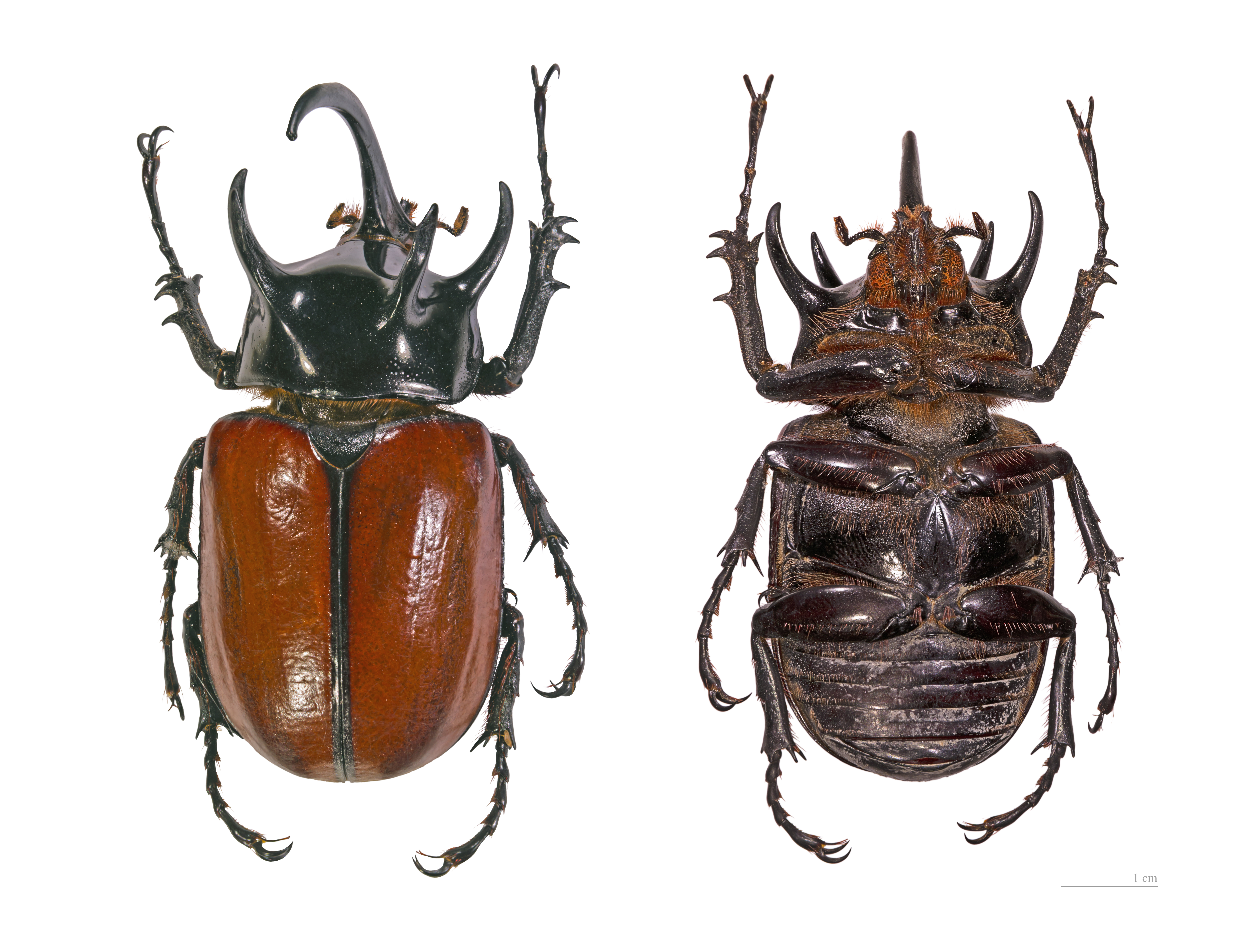
Eupatorus gracilicornis
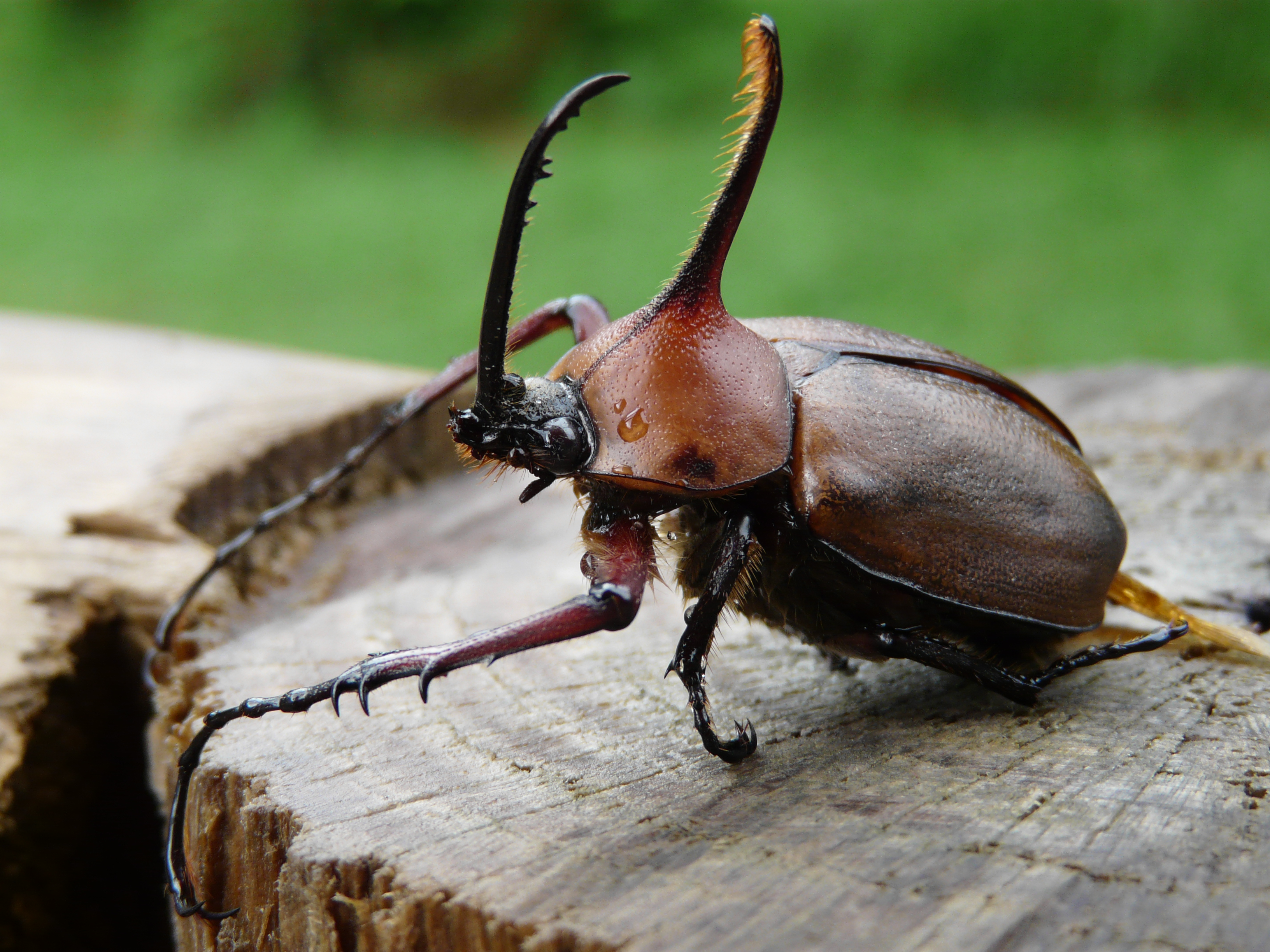
Golofa aegeon
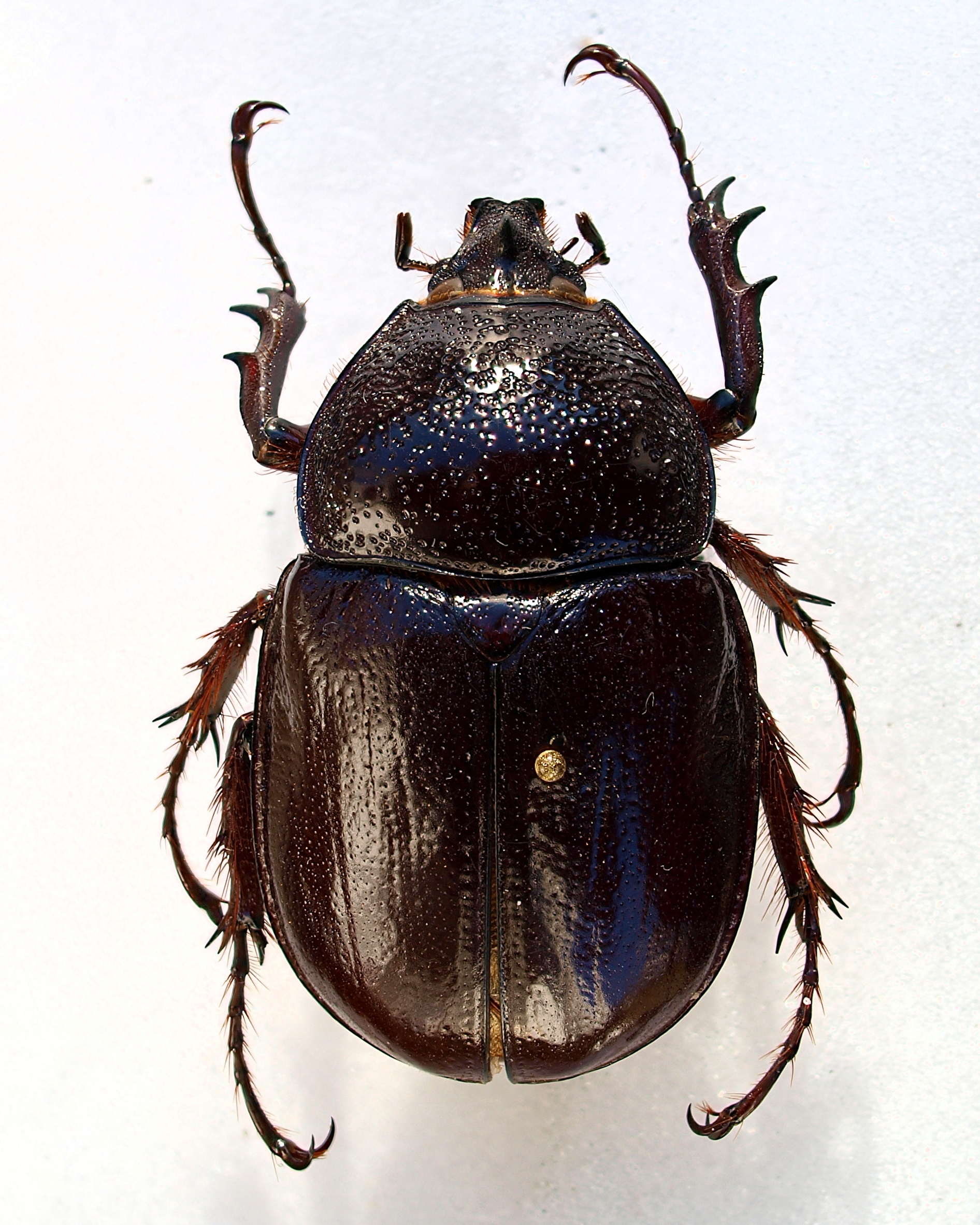
Haploscapanes barbarossa
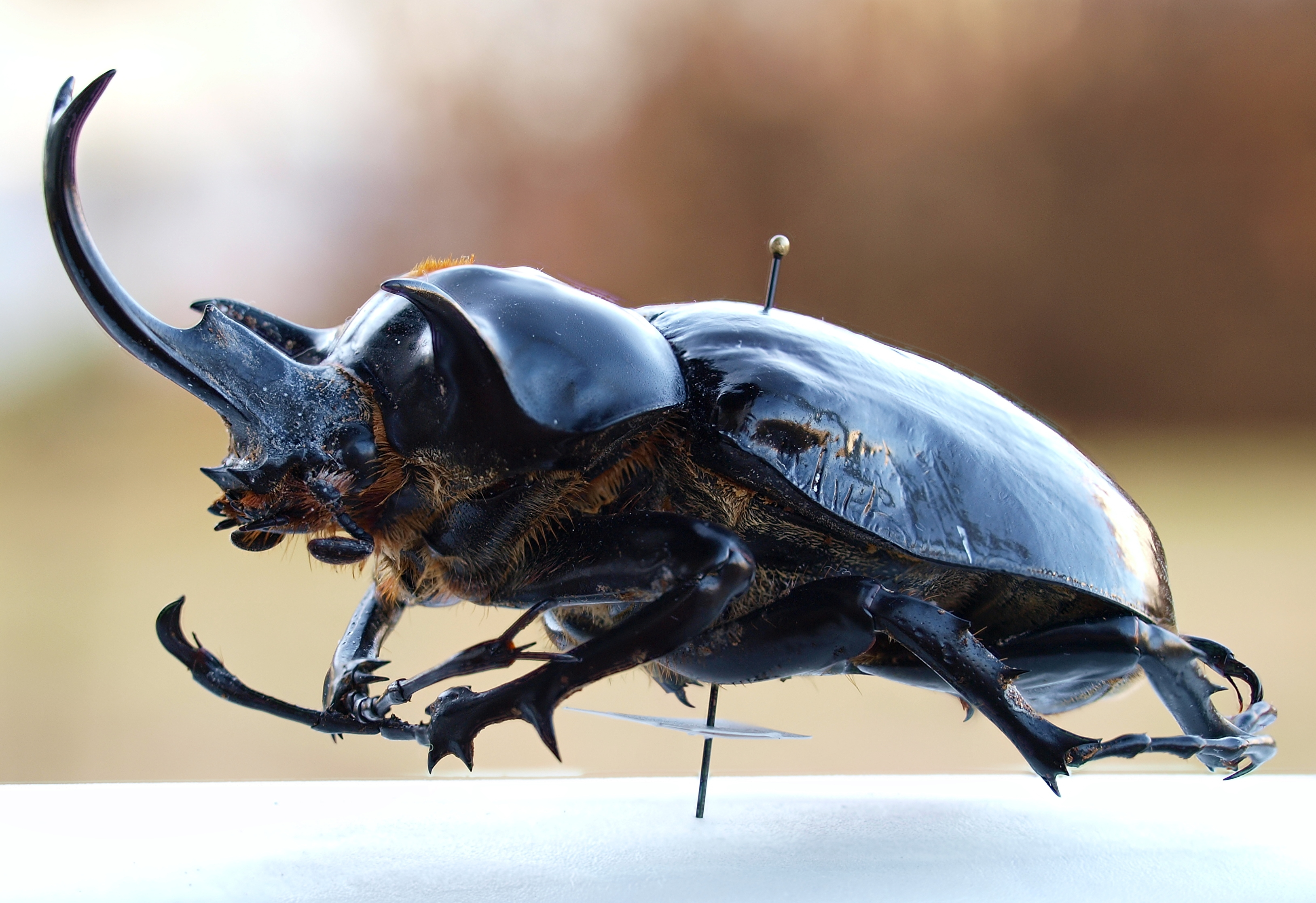
Megasoma mars
Trypoxylus dichotomus
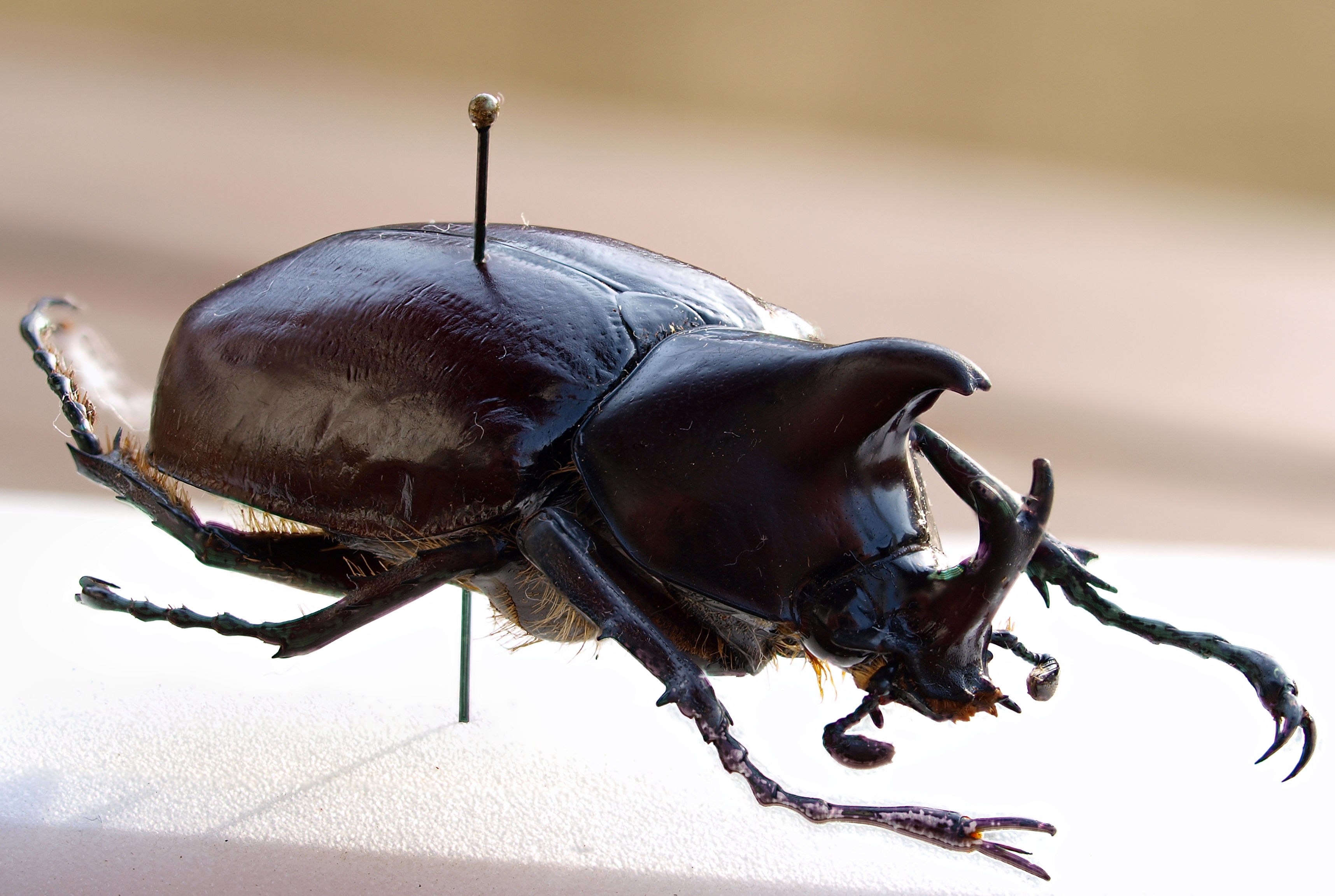
Xylotrupes florensis

### Allgemein
- Bildergalerie zu Dynastinae. Bugguide, abgerufen am 12. November 2018 (englisch).
- Bilder zu Arten. Abgerufen am 12. November 2018 (englisch).
- MacLeay: Dynastini MacLeay, 1819. In: BioLib.cz. Abgerufen am 28. November 2018 (englisch).

### Video
- Golofa porteri auf YouTube